# IDLE
IDLE (Integrated Development and Learning Environment) — это интегрированная среда разработки и обучения на языке Python, созданная с помощью библиотеки Tkinter. Официально — искажение IDE, но на самом деле названа в честь Эрика Айдла (англ. Eric Idle) из Монти Пайтон. Поставляется вместе с Python и благодаря использованию Tkinter может использоваться на многих платформах, среди которых Windows, Mac OS, Unix-подобные ОС.

## Возможности
С помощью IDLE можно выполнять обычные для интегрированной среды задачи: просматривать, редактировать, запускать, отлаживать программы на Python. Редактор кода использует подсветку синтаксиса. IDLE предлагает дополнительные возможности для опытных пользователей, например, средство просмотра объектов.